# Baron Hume of Berwick

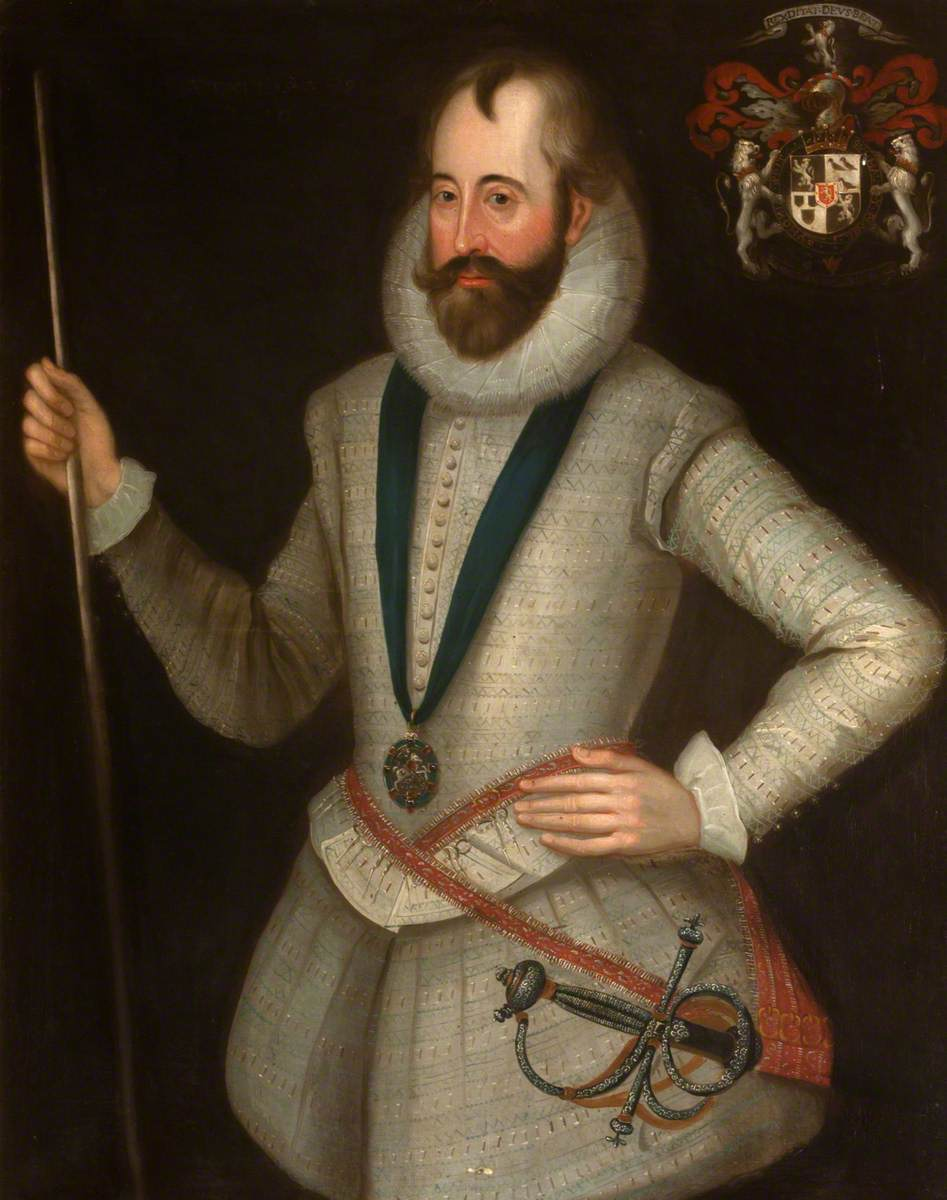
George Home, 1. Earl of Dunbar, 1. Baron Hume of Berwick

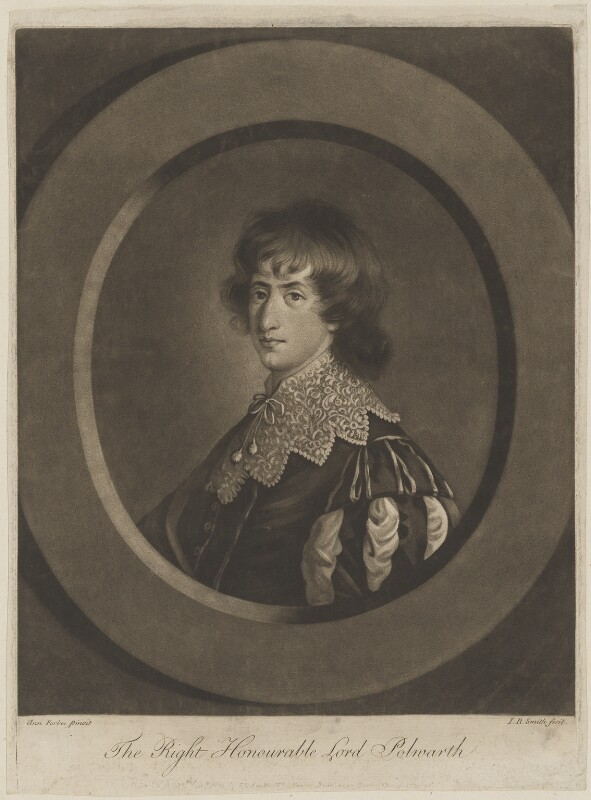
Alexander Hume-Campbell (1773)

Baron Hume of Berwick war ein erblicher britischer Adelstitel, der je einmal in der Peerage of England und in der Peerage of Great Britain verliehen wurde.

## Verleihungen
Der Titel wurde erstmals am 7. Juli 1604 in der Peerage of England für den Chancellor of the Exchequer George Home geschaffen. Dieser wurde am 3. Juli 1605 zudem in der Peerage of Scotland zum Earl of Dunbar erhoben. Seit er am 20. Januar 1611 starb und zwei Töchter aber keine Söhne hinterließ, ruhen beide Titel.
In zweiter Verleihung wurde der Titel am 20. Mai 1776 in der Peerage of Great Britain für Alexander Hume-Campbell, Lord Polwarth neu geschaffen. Er war der Sohn des 3. Earl of Marchmont und führte als Erbe den Höflichkeitstitel Lord Polwarth. Er starb kinderlos und vor seinem Vater am 9. März 1781, so dass die Baronie erlosch.

## Liste der Barone Hume of Berwick

### Barone Hume of Berwick, erste Verleihung (1604)
- George Home, 1. Earl of Dunbar, 1. Baron Hume of Berwick (um 1556–1611)

### Barone Hume of Berwick, zweite Verleihung (1776)
- Alexander Hume-Campbell, 1. Baron Hume of Berwick (1750–1781)